# Pseudoderopeltis versicolor
Pseudoderopeltis versicolor es una especie de cucaracha del género Pseudoderopeltis, familia Blattidae.

## Distribución
Esta especie se encuentra en Camerún y República Democrática del Congo.